# Lucas Pavanato
Lucas Pavanato de Oliveira (Sorocaba, 12 de maio de 1998) é um ativista, youtuber e político brasileiro, filiado ao Partido Liberal (PL). Foi eleito vereador na eleição municipal de São Paulo em 2024 com 161.386 votos, sendo o vereador mais votado da cidade.

## Biografia
Natural de Sorocaba, Lucas Pavanato ingressou no ativismo político na cidade de São José dos Campos, onde a família se radicou após seu pai Eneias de Oliveira ser empregado na Orion S/A, mas hoje está na Avibrás Indústria Aeroespacial.
Lucas é descendente de poloneses e italianos.

## Carreira política

### Participação no MBL
Natural de Sorocaba, Lucas Pavanato ingressou no ativismo político na cidade de São José dos Campos, onde a família se radicou após seu pai Eneias de Oliveira ser empregado na Avibras Indústria Aeroespacial S/A. Seu envolvimento político se inicia na divisão local do Movimento Brasil Livre (MBL), que a época organizava atos pelo impeachment da presidente Dilma Rousseff.
Pouco depois se estabeleceu em São Paulo, assumindo a coordenação estadual do mesmo grupo. Acompanhou Fernando Holiday quando este rompeu com o movimento em 2021. Filiado ao Partido Novo, disputou uma vaga de deputado estadual na Assembleia Legislativa de São Paulo nas eleições de 2022, conquistando 36.258 votos e a suplência.

### Assessor de Fernando Holiday e atuação como deputado estadual

#### CPI da Transfobia
Em outubro de 2021 o mandato coletivo Bancada Ativista (PSOL) apresentou denúncia contra o vereador Fernando Holiday e seu então assessor Lucas Pavanato na CPI da Transfobia da Câmara Municipal de São Paulo. Holiday teria compartilhado um vídeo de autoria de Pavanato onde o ativista relacionava mulheres trans a distúrbios psicológicos e estupro de mulheres cisgênero. No vídeo Lucas ainda afirmou que "em uma sociedade saudável isso não seria discussão, já que só existem dois sexos biológicos: o feminino e o masculino".

#### Provocação a estudantes e segurança armado no campus da FFLCH
Em 2023, Pavanato se envolveu em uma confusão no campus da Faculdade de Filosofia, Letras e Ciências Humanas da Universidade de São Paulo (FFLCH-USP). Segundo estudantes, Pavanato chegou ao local acompanhado de seguranças e passou a assediar alunos com provocações enquanto era filmado por assessores. Imagens mostram o momento em que um dos seguranças saca uma arma diante dos estudantes que tentavam impedir o youtuber de avançar pelo campus. Mais tarde o segurança foi identificado como sendo o GCM Marcelo Ferreira, que estava de folga.

#### Condenação por fake news eleitorais
Em 2024, Pavanato e Fernando Holiday foram condenados pela justiça federal do DF por divulgar fake news contra a cantora Maria Gadú. A dupla teria anunciado em suas redes sociais que haviam bloqueado o pagamento do cachê da compositora por ocasião de um show realizado em 18 de setembro de 2022, na "Festa Lítero Musical", em São José dos Campos. O fato não ocorreu, e no julgamento foi considerado que teriam utilizado a alegação para obter vantagem eleitoral.

### Filiação ao PL e eleição como vereador
Em julho de 2023 se filia ao Partido Liberal a convite do ex-presidente Jair Bolsonaro e do presidente do partido, o ex-deputado Valdemar da Costa Neto. Na eleição de 2024, Pavanato disputou uma cadeira na Câmara Municipal de São Paulo e foi eleito com 161.386 votos, sendo o vereador mais votado da cidade e o mais votado do Brasil, superando o segundo colocado, Carlos Bolsonaro, por 30.906 votos.

## Rádio e TV
Além de atuar em seu canal no YouTube, Pavanato foi comentarista recorrente do programa Morning Show (da rádio Jovem Pan) em participações ao longo de 2022, além de participações recorrentes no programa Pânico.

## Vida pessoal e posições
Lucas Pavanato se define como conservador de direita, opondo-se à descriminalização das drogas e do aborto, além de se referir às políticas públicas de gênero e ações afirmativas como "agenda woke".  É evangélico pentecostal e fiel da Assembleia de Deus.

## Desempenho eleitoral
| Eleição | Cargo                          | Partido | Partido | Nº    | Coligação     | Partidos | Despesas (R$) | Votos para Pavanato | Votos para Pavanato | Votos para Pavanato | Resultado | Ref.          |
| Eleição | Cargo                          | Partido | Partido | Nº    | Coligação     | Partidos | Despesas (R$) | Total               | %                   | P.                  | Resultado | Ref.          |
| ------- | ------------------------------ | ------- | ------- | ----- | ------------- | -------- | ------------- | ------------------- | ------------------- | ------------------- | --------- | ------------- |
| 2022    | Deputado estadual de São Paulo |         | NOVO    | 30555 | sem coligação | NOVO     | 120.762,01    | 36.258              | 0,16%               | 115º                | Suplente  | [ 13 ] [ 14 ] |
| 2024    | Vereador de São Paulo          |         | PL      | 22022 | sem coligação | PL       | 1.062.258,34  | 161.386             | 2,78%               | 1º                  | Eleito    | [ 15 ] [ 16 ] |